# Leskoets (Ohrid)
Leskoets (en macédonien Лескоец) est un village du sud-ouest de la Macédoine du Nord, situé dans la municipalité d'Ohrid. Le village comptait 2595 habitants en 2002.

## Démographie
Lors du recensement de 2002, le village comptait :
- Macédoniens : 2 561
- Serbes : 8
- Valaques : 3
- Autres : 23